# جون ويليام (قس)
جون ويليام (بالإنجليزية: John Hale)‏ هو قس أمريكي، ولد في 3 يونيو 1636 في سالم في الولايات المتحدة، وتوفي في 15 مايو 1700.